# Cecilia Vega
Cecilia Vega est une actrice pornographique française, née le 10 février 1977 à Clermont-Ferrand.

## Biographie
Vega dit avoir commencé sa vie sexuelle à l'âge de 14 ans, avec des partenaires féminines, et découvert la pornographie à travers les vidéos et les revues spécialisées.
Ostéopathe de profession, elle commence une carrière dans le X en 2006, à l'âge relativement tardif de 29 ans, « par pur fantasme, par pur plaisir », et par goût de la sexualité libertine.
Après avoir débuté en France, elle travaille un temps aux États-Unis pour des studios comme Jules Jordan Video ou Evil Angel. Elle tourne également en Hongrie pour Rocco Siffredi, dans la série Rocco - Puppet Master. Son âge lui vaut de nombreux rôles de « MILF » dans ses films américains. Parallèlement à sa carrière pornographique, elle continue son travail de praticienne libérale.
Elle reçoit en 2009 le Hot d'or de la « meilleure actrice européenne ». On la voit également dans la série Du hard ou du cochon !, diffusée sur Canal+ en 2010.
Ne s'accommodant plus des conditions de travail en France après son passage dans le X américain et projetant de fonder une famille avec son mari, elle décide en 2010 d'arrêter sa carrière pornographique. Bien que déçue par le manque de moyens et d'ambitions du X français, elle revendique son passage dans le cinéma porno et se dit prête à en reparler à l'avenir « sans se cacher ».

## Récompenses et nominations
Récompenses
- 2009 : Hot d'Or : Meilleure actrice européenne[6], [7]
- 2008 : Festival international de l'érotisme de Bruxelles Meilleure Starlette : ex aequo avec Stella Delcroix

Nominations
- 2010 : AVN Award
  - Best Group Sex Scene (Meilleure scène de sexe en collectif) pour The Brother Load[8];
  - Best Double Penetration Sex Scene (Meilleure scène d'une double pénétration) pour  Slutty & Sluttier 9[8];
  - Best Sex Scene in a Foreign-Shot Production (Meilleure scène de sexe dans une production étrangère) pour Raw avec Manuel Ferrara[8]
- 2009 Hot d'Or : Meilleure actrice française pour Blanche, Alice, Sandy et les Autres[9]
- 2009 Hot d'Or : Meilleur Blog d'une actrice (www.vegablog.com)
- (en) 2009 Meilleure scène de sexe dans une production étrangère pour Ass Traffic 5[10]
- (en) 2009 : Actrice de l'année[11]

## Filmographie sélective
- Campeuses à la Ferme (2009) de Christian Lavil
- All About Me 3 (2009)
- Anal Cavity Search 7 (2009)
- Anal Prostitutes on Video 7 (2009)
- Ass Titans 2 (2009)
- Big Butts Like It Big 4 (2009)
- Bitchcraft 6 (2009)
- European Vacation (2009)
- Hand to Mouth 8 (2009)
- Housewives Gone Black 9 (2009)
- I Came in Your Mom 2 (2009)
- Raw (2009) de Manuel Ferrara
- Slutty & Sluttier 9 (2009) de Manuel Ferrara
- The Brother Load (2009)
- Two Big, Black & On the Attack (2009)
- Cap d'Agde interdit (2008)
- Marie-Noëlle (2008) de Christian Lavil
- Bienvenue chez les ch'tites coquines (2008) de Fabien Lafait
- Ce soir je couche avec vous (2008) de Fabien Lafait
- Les Majorettes (2008) de Yannick Perrin
- Ass Traffic 5 (2008)
- Dirty Dreams 8 (2008)
- Eskade: The Submission (2008)
- Evil Anal 6 (2008)
- French Angels (2008)
- Ludivine (2008), de John B. Root
- MILF Thing 3 (2008)
- Rocco: Puppet Master 1 & 2 (2008) de Rocco Siffredi
- Sperm Swap 5 (2008)
- Au plus profond de Cecilia (2008) de Christian Lavil
- Le Démon (2007) (V. Communications) de Jack Tyler
- Glamour Dolls 2 (2007)
- Le Sanctuaire (2007) (V. Communications) de Jack Tyler
- Taxi de nuit de Fabien Lafait (2007)

Une filmographie complète peut être consultée ici (en)